# Тьяго Альберто
Тьяго Альберто Констансія (порт. Thiago Alberto Constância; нар. 21 грудня 1984, Сан-Паулу) — бразильський футболіст, нападник клубу «Камборіу».

## Кар'єра
Починав кар'єру в бразильських командах «Уніау Бандейранте», «Брагантіну» та «Кабофрієнсе».
У жовтні 2006 року перейшов до «Шерифа» (Тирасполь). Там він став гравцем основного складу і влітку 2008 року перейшов до Динамо (Бухарест) за суму близьку до 450 000 євро.
Восени 2010 на правах вільного агента перейшов у «Карпати» (Львів) на зміну травмованому Батісті, підписавши угоду на 3 роки. Значну роль у тому, що футболіст перейшов у «Карпати», зіграв головний тренер львів'ян Олег Кононов, з яким Тьяґу Альберту раніше працював у «Шерифі» (Тирасполь).
За молодіжний склад «Карпат» забив відразу ж у першому офіційному матчі — 20 листопада 2010 року у виїзній грі проти запорізького «Металурга», що завершилася перемогою 2:0. За основний склад дебютував 27 листопада 2010 року у Львові проти «Зорі». Тіаго почав матч в основі, але на 56 хвилині був замінений на Сергія Кузнецова. Не догравши до кінця контракту, влітку 2011 року, Тіаго отримав статус вільного агента, і повернувся на батьківщину.
З листопада 2012 року до січня 2013 року виступав за клуб «Сан Пегасус» з Гонконга. Потім повернувся на батьківщину в клуб «Камборіу».

## Ігрові дані
Технічний нападник. Може зіграти на вістрі атаки або на позиції під нападником.

## Досягнення
- Чемпіон Молдови (2) :

«Шериф»:2006-07, 2007-08
- Володар Кубка Молдови (1):

«Шериф»: 2007-08
- Володар Суперкубка Молдови (1):

«Шериф»: 2007